# Hlíva ústřičná
Hlíva ústřičná (Pleurotus ostreatus (Jacq.) P. Kumm., Führer Pilzk.: 24, 104 (1871)) je jedlá dřevokazná houba z čeledi hlívovitých.

## Popis
- Klobouky hlívy ústřičné svou barvou i tvarem připomínají větší ústřice, odtud pochází i druhové pojmenování. Klobouky jsou v mládí sklenuté s podvinutým okrajem, později 5–25 centimetrů široké, vějířovité, hladké a pružné, okraj se stává ostrým. Zbarvení je široce proměnlivé od barvy bělavé, šedomodravé až k šedohnědé nebo hnědé. Zbarvení je závislé na podmínkách růstu, vzdušné vlhkosti apod. Klobouky rostou jako u většiny ostatních hlív nad sebou v trsech, řadách nebo vrstvách nad sebou. Trsy plodnic mohou dosahovat hmotnosti i několika kilogramů. Dosti často jsou klobouky spodních plodnic poprášeny vyklíčenými výtrusy, takže na sobě mají bílý povlak. Jde o přirozený a neškodný jev, který vzniká i při skladování.
- Lupeny jsou nízké, měkké husté, sbíhající na třeň, u třeně jsou často vidličnatě větvené. Zbarveny jsou zprvu bíle až bělavě, ve stáří šedě.
- Třeň je velmi krátký, 1–4 cm dlouhý a 1–3 cm tlustý, výstřední až postranní, velmi tuhý, bílý, později šedavý.
- Dužnina je čistě bílá, velmi pružná a šťavnatá, zbarvení na řezu nemění.
- Chuť je nasládlá, vůně silně příjemně houbová
- Výtrusy jsou bezbarvé, válcovité a hladké, s rozměry 8–12 x 3–4 mikrometru.

## Výskyt

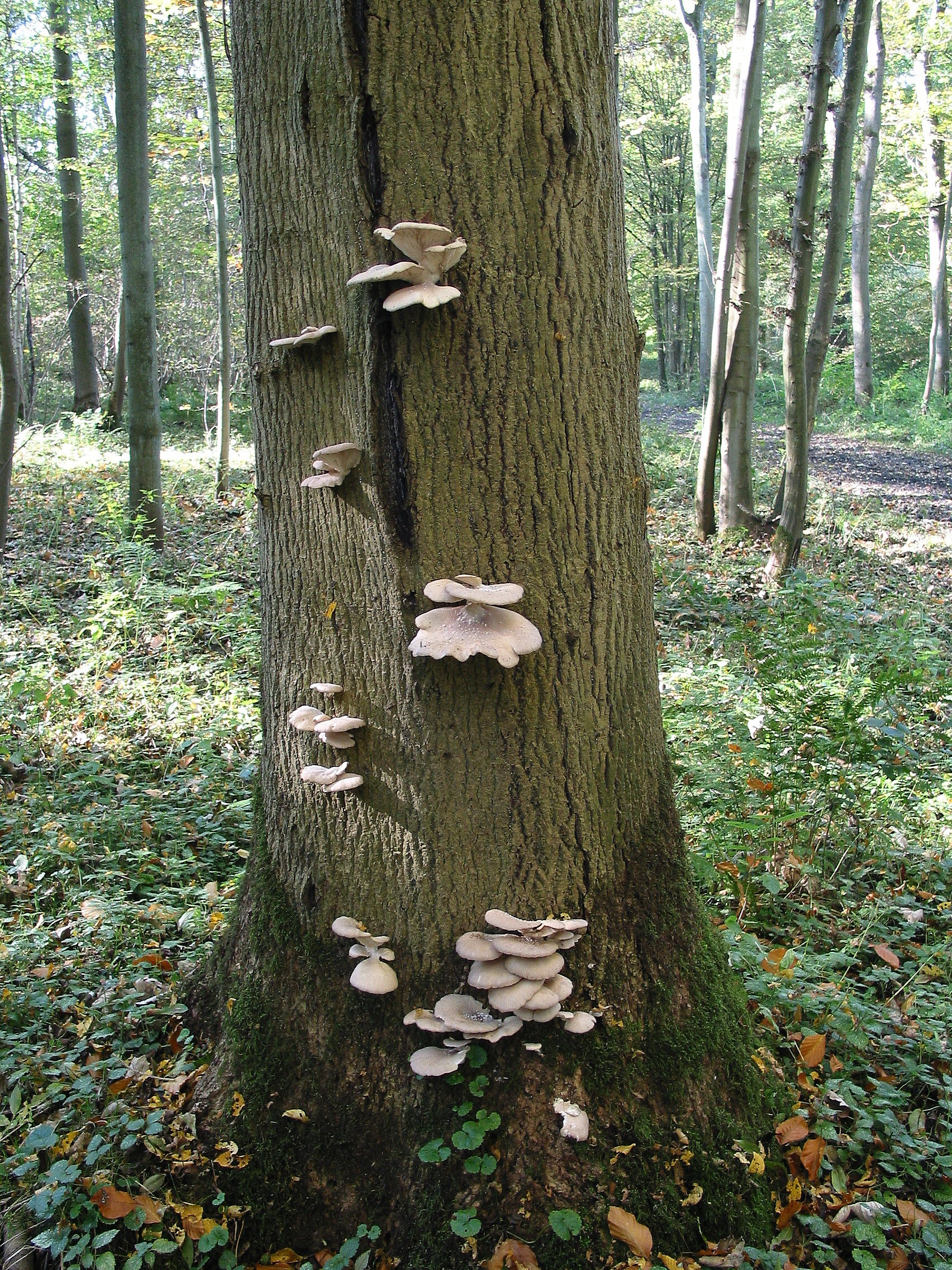

Roste od konce léta až do zimy, při mírné zimě často i na jaře, na živých nebo odumřelých kmenech listnatých stromů, zejména na bucích, vrbách, ořešácích, břízách, topolech nebo jeřabinách. Pěstuje se i uměle, jak průmyslově tak i v domácích podmínkách.
Je velmi podobná hlívě plicní, která sice také roste na podobných stromech, ale od jara do podzimu a má světlejší barvu.
Hlíva ústřičná je široce rozšířená houba rostoucí po celém světě, roste v mírném pásmu i v subtropických lesích.

## Pěstování

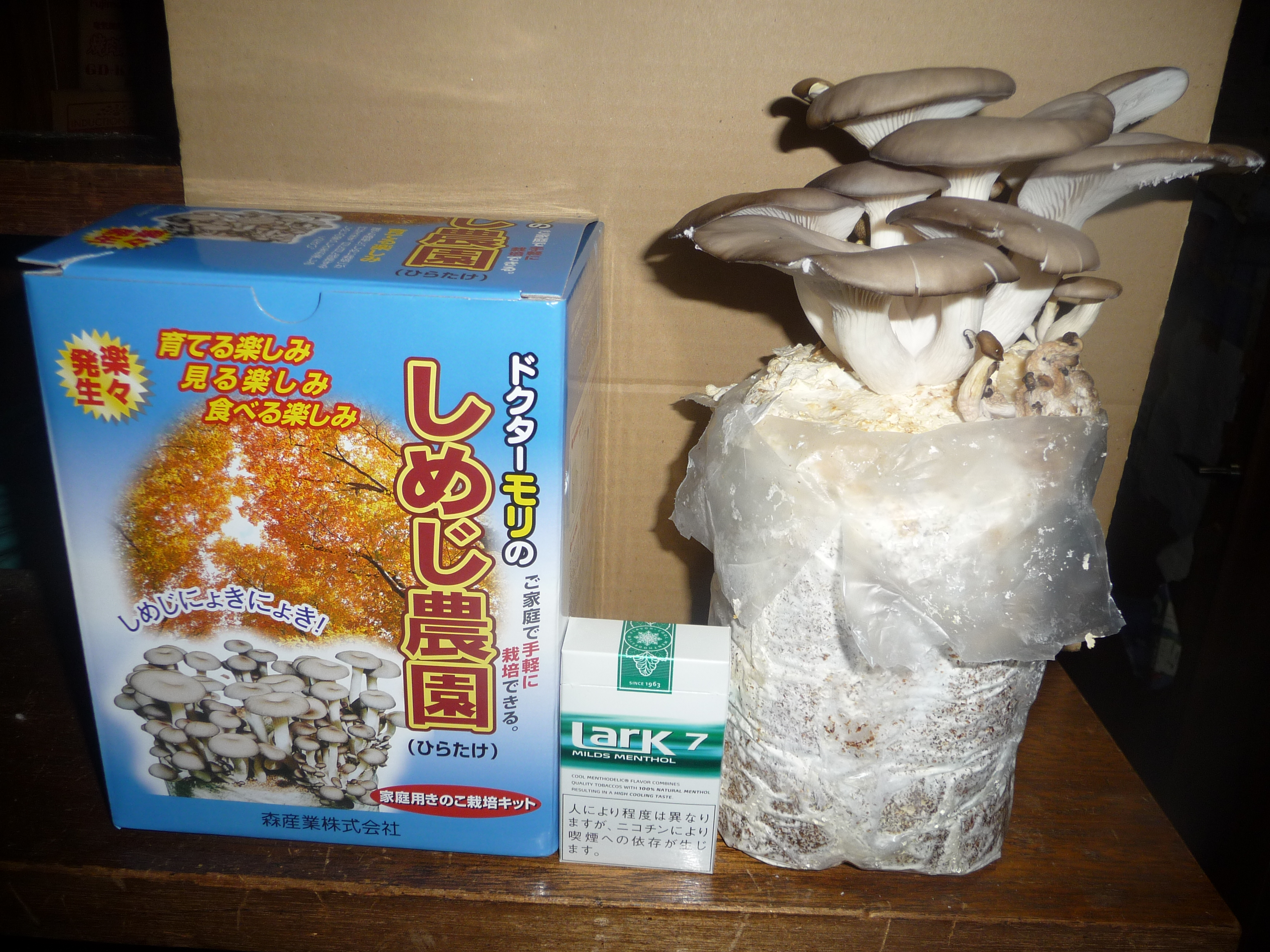
Pěstování hlívy ústřičné v domácím prostředí - indonéský kit pro pěstování

V roce 1917 zveřejnil německý mykolog R. Falck výsledky prvních pokusů s pěstováním hlívy ústřičné v laboratorních podmínkách. V 60. letech 20. století ve výzkumech pokračovaly asijské země jako Čína, Filipíny nebo Thajsko. Ty jsou v současnosti společně s Pákistánem, Nigérií a USA největšími světovými producenty hlívy ústřičné. V Československu se pěstováním hlívy začal na přelomu let 1964/1965 zabývat tým ve Výzkumném ústavu liehovarov a konzervární LIKO v Bratislavě pod vedením RNDr. A. Ginterové, CSc. Další výzkum probíhal i v Mikrobiologickém ústavu ČSAV v Praze, ve Školním zemědělském podniku v Novém Jičíně a na dalších místech. Velký boom průmyslového pěstování nastal po roce 1982, kdy byly v tehdejším Československu zakládány velké pěstírny. Po listopadu 1989 však kvůli dovozu začala výroba stagnovat. Celosvětově je po žampionech a šiitake třetí nejdůležitější pěstovanou houbou, ročně se jí vypěstuje kolem 2,5 milionu tun.

## Použití v kuchyni
Hlíva ústřičná je jedlá houba s všestranným použitím jak do hotových jídel, tak k nakládání do octa nebo sušení. Je to vynikající surovina pro polévky a omáčky, dobře chutná i konzervovaná v různých nálevech a kombinacích se zeleninou. Běžně se konzumují pouze klobouky hub, ale tuhé třeně se dají usušit a rozemlít na tzv. houbový prášek, který se používá jako aromatické houbové koření. Je výtečná i uzená.
V Rusku je oblíbená zkvašená jako kysané zelí.

## Použití v léčení

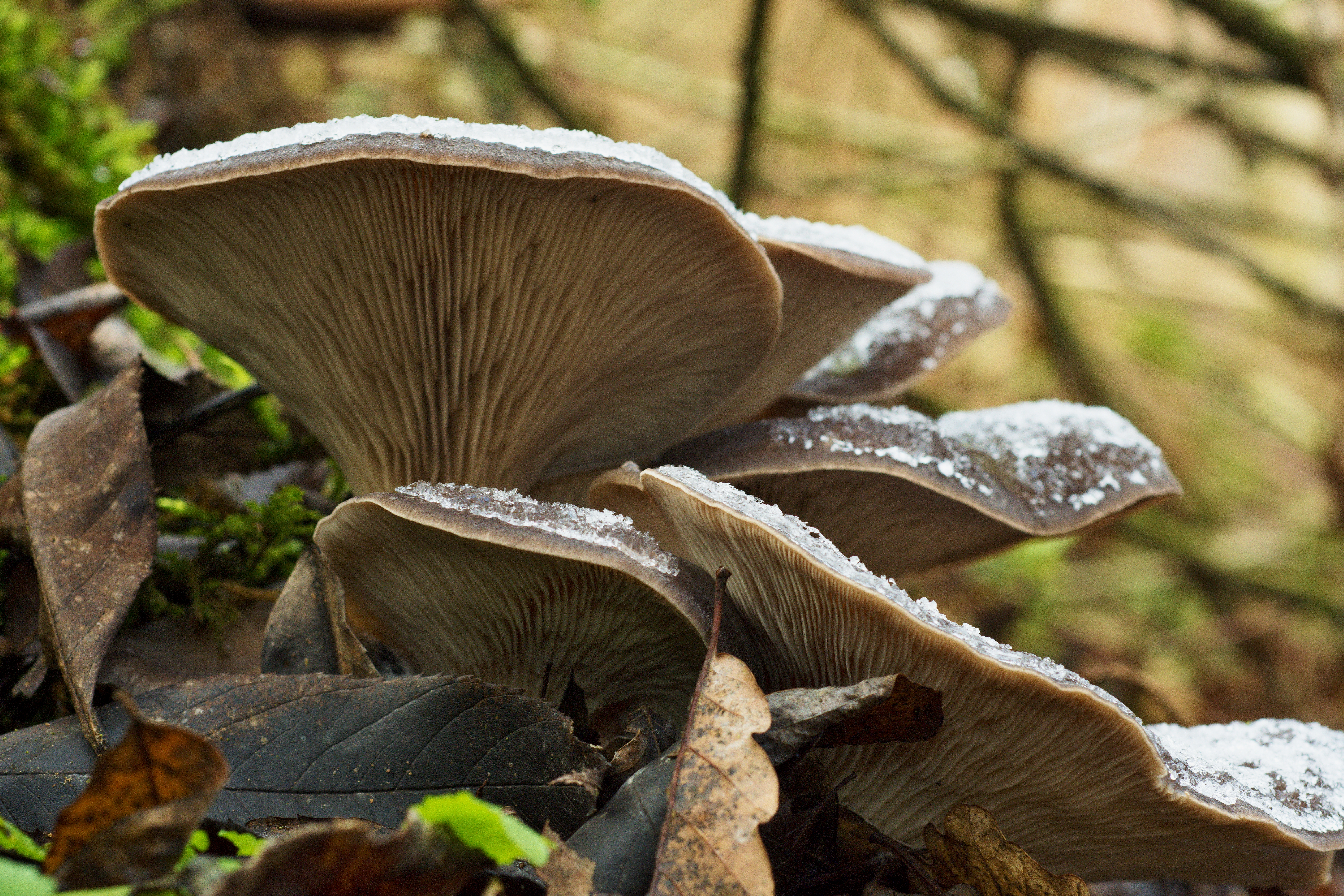
Hlíva ústřičná v Opárenském údolí nedaleko Malých Žernosek

Konzumace hlívy díky obsahu polysacharidického β-(1,3/1,6)-D-glukanu (pleuran) příznivě ovlivňuje hladinu cholesterolu v krvi, zvyšuje odolnost proti infekcím, zvyšuje i tvorbu červených krvinek mimo kostní dřeň. Má i účinky proti zánětlivým onemocněním, virovým, bakteriálním a plísňovým chorobám, proti hemoroidům, ekzémům, při léčení popálenin atd.
Hlíva je přírodním zdrojem látek ze skupiny statinů. Studie prokázaly, že hlíva obsahuje 0,4–2,7 % statinů v sušině. Obsahuje i β-glukany, také terpeny, zejména pleurotin, který je antibiotickou a antitrombotickou látkou. V mnoha pokusech s konzumací sušené hlívy při dietě u zvířat byl zaznamenán úbytek cholesterolu. [zdroj?]

## Masožravost
Hlíva je také jednou z mála „masožravých“ hub. Její mycelium dokáže otrávit a zabít organismy ze skupiny hlístic.
Předpokládá se, že jde o způsob, jakým může houba získat dusík. Hlíva ústřičná obsahuje i malé množství arabitolu, který může u některých lidí způsobit střevní potíže. Může mít i projímavé účinky.

## Synonyma

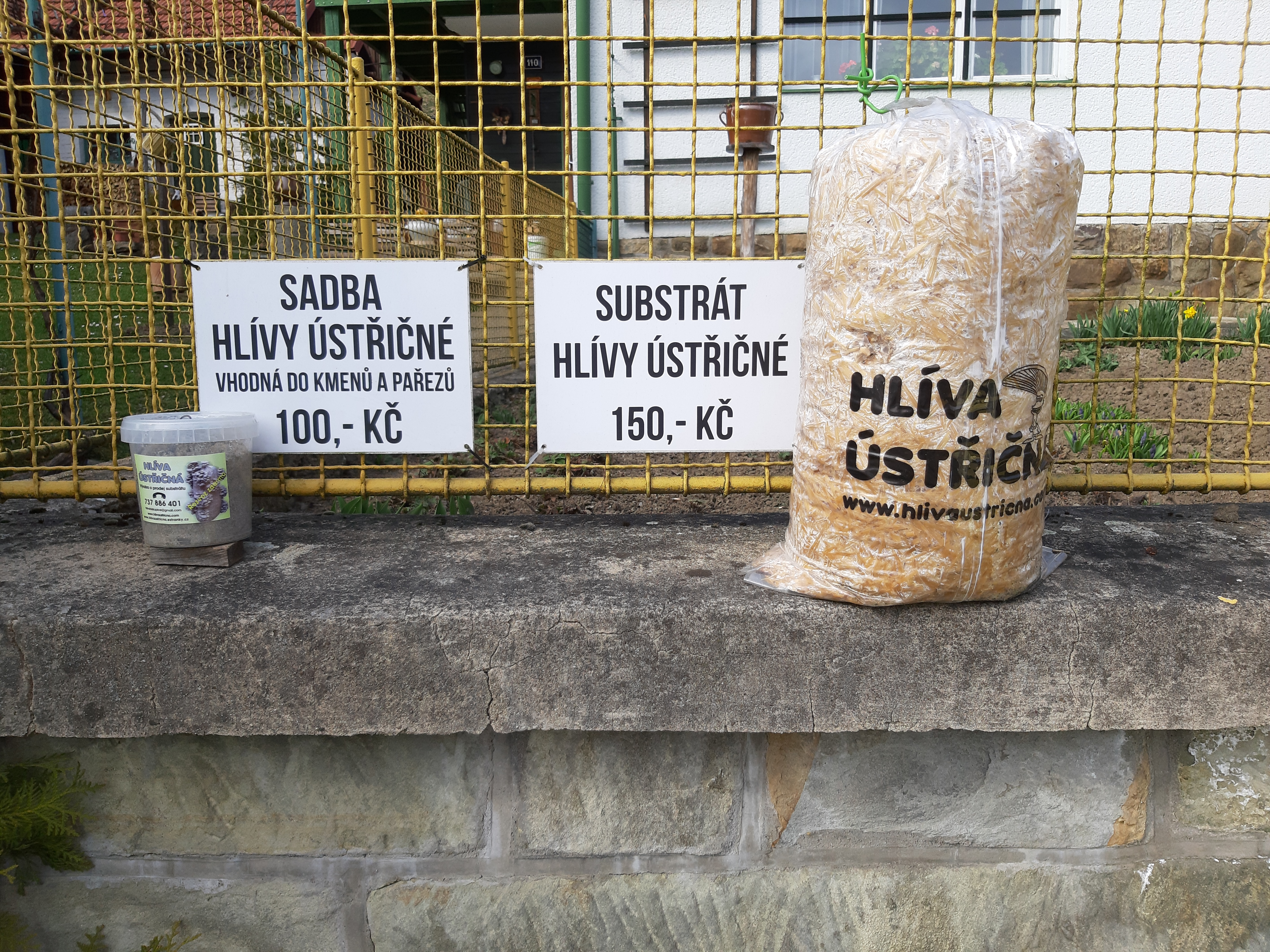
Sady pro domácí pěstování

- Agaricus opuntiae Durieu & Lév.,  1850
- Agaricus ostreatus Jacq.,  1774
- Agaricus revolutus J.J. Kickx, 1867
- Agaricus salignus Pers.,  1801
- Crepidopus ostreatus (Jacq.) Gray,  1821
- Crepidopus ostreatus ß atroalbus Gray,  1821
- Dendrosarcus ostreatus (Jacq.) Kuntze,  1898
- Panellus opuntiae (Durieu & Lév.) Z.S. Bi, in Bi, Zheng & Li,  (1987) [1986]
- Pleurotus opuntiae (Durieu & Lév.) Sacc.,  1887
- Pleurotus ostreatus f. salignus (Pers.) Pilát, 1935
- Pleurotus ostreatus subsp. opuntiae (Lév.) A. Ortega & Vizoso,  1992
- Pleurotus revolutus (J. Kickx f.) Gillet,  1874
- Pleurotus salignus (Schrad.) P. Kumm.,  1871